# Aristée
Pour les articles homonymes, voir Aristée (homonymie).
Dans la mythologie grecque, Aristée (en grec ancien Ἀρισταῖος / Aristaîos) est un dieu mineur, fils d'Apollon et de la nymphe Cyrène, associé à l'activité pastorale et à l'agriculture.

## Mythe
Aristée fut élevé par les nymphes qui lui apprirent à cailler le lait, à cultiver les oliviers, et à élever des abeilles. Épris de la dryade Eurydice, il fut cause de sa mort, en la poursuivant le jour de ses noces avec Orphée : comme elle fuyait devant lui, elle n'aperçut pas sous ses pieds un serpent caché dans les hautes herbes. La morsure du serpent lui ôta la vie. Pour la venger, les nymphes, ses compagnes, firent périr toutes les abeilles d’Aristée. Virgile raconte, dans le livre IV des Géorgiques, comment sa mère Cyrène, dont il implora le secours afin de réparer cette perte, le mena consulter Protée, dont il apprit la cause de son infortune, et reçut ordre d'apaiser le courroux d'Eurydice par un rituel sacrificiel, le bugonia, qui lui permettrait de retrouver ses abeilles. Suivant ses conseils, Aristée, ayant sacrifié immédiatement dans les bois quatre jeunes taureaux et autant de génisses, en vit sortir, neuf jours après, une nuée d'abeilles qui lui permit de reconstituer ses ruches.
Il épousa Autonoé, fille de Cadmos, dont il eut Actéon. Après la mort de ce fils déchiré par ses chiens, il se retira à Céos, île de la mer Égée, alors désolée par une peste qu'il fit cesser en offrant aux dieux des sacrifices ; de là, il passa en Sardaigne qu'il civilisa le premier, ensuite en Sicile où il répandit les mêmes bienfaits, et enfin en Thrace où Dionysos l'initia aux orgies. Établi sur le mont Hémos qu'il avait choisi pour son séjour, il y disparut. Les dieux le placèrent parmi les étoiles, et, selon certains auteurs, il est devenu le signe du Verseau.
Les Grecs l'honorèrent depuis comme un dieu, surtout en Sicile ; il fut une des grandes divinités champêtres, et les bergers lui rendaient un culte particulier. Hérodote raconte qu'Aristée apparut à Cyzique, après sa mort, qu'il disparut une seconde fois, et, après trois cents ans, reparut encore à Métaponte. Là il enjoignit aux habitants de lui ériger une statue auprès de celle d'Apollon, injonction à laquelle ceux-ci se conformèrent après avoir consulté l'oracle. Aristée, suivant Plutarque, quittait et reprenait son âme à volonté, et, quand elle sortait de son corps, les assistants la voyaient sous la figure d'un cerf.

## Culte
Son culte était notamment répandu en Béotie, à Céos, en Sicile, en Sardaigne, en Thessalie et en Macédoine.

## Archéologie
Le seul sanctuaire connu consacré à Aristée se trouve en France, à Hyères, sur la presqu'île de Giens : des fouilles y ont été menées depuis les années 1970, à la suite de la découverte de tessons de céramique en 1972 par un enfant. Ces fouilles ont permis d'y répertorier 40 000 fragments de poterie. Il ne reste cependant rien de ce sanctuaire, sur lequel une tour avait été construite au XVIe siècle. Elle est elle-même en ruine. 
De plus l'emplacement est situé sur le terrain privé d'une copropriété et n'est donc pas accessible au public, sauf lors de visites guidées exceptionnelles,,.

## Aristée dans l'art

### Sculpture
- Rome antique, Antinoüs en Aristée, dieu des jardins, acheté à Rome au XVIIe siècle par le cardinal Richelieu pour ses collections, Paris, musée du Louvre.
- Claude Bertin (mort en 1705), Aristée, marbre, acquis en 1694 par les Bâtiments du roi et placé dans le jardin de Marly avec une statue d’Eurydice, actuellement conservé au musée du Louvre.
- Sébastien Slodtz (1655–1726), Aristée entravant Protée, 1714, domaine du château de Versailles.
- François-Joseph Bosio (1768–1845) a créé Aristée, dieu des jardins dont il a exposé deux versions, la première en plâtre au Salon de 1812 et la seconde en marbre au Salon de 1817, musée du Louvre.
- François Rude (1784–1855) a obtenu le prix de Rome de sculpture en 1812 avec Aristée déplorant la perte de ses abeilles[9].
- Ernest-Eugène Hiolle (1834–1886) a obtenu le grand prix de Rome de sculpture en 1862 avec Aristée déplorant la perte de ses abeilles, statue en plâtre, Paris, École nationale supérieure des beaux-arts.
- Joseph-Michel Caillé (1836–1881), Aristée pleurant la mort de ses abeilles, 1866, marbre, musée d'Arts de Nantes.
- Jules Fesquet (1836–1890), Le Berger Aristée pleurant la perte de ses abeilles, 1862, marbre, Aix-en-Provence, musée Granet.

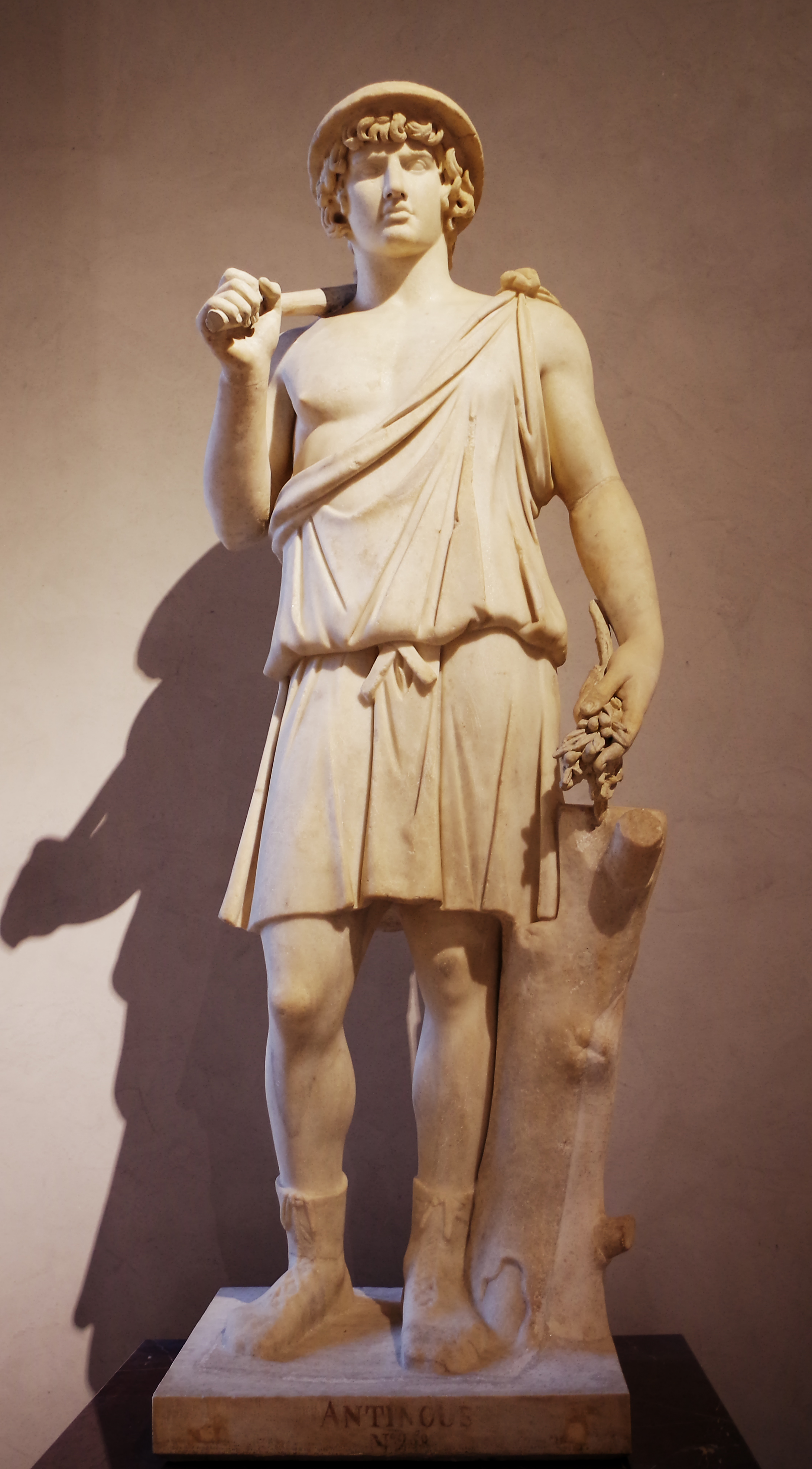
Rome antique, Antinoüs en Aristée, dieu des jardins, Paris, musée du Louvre.
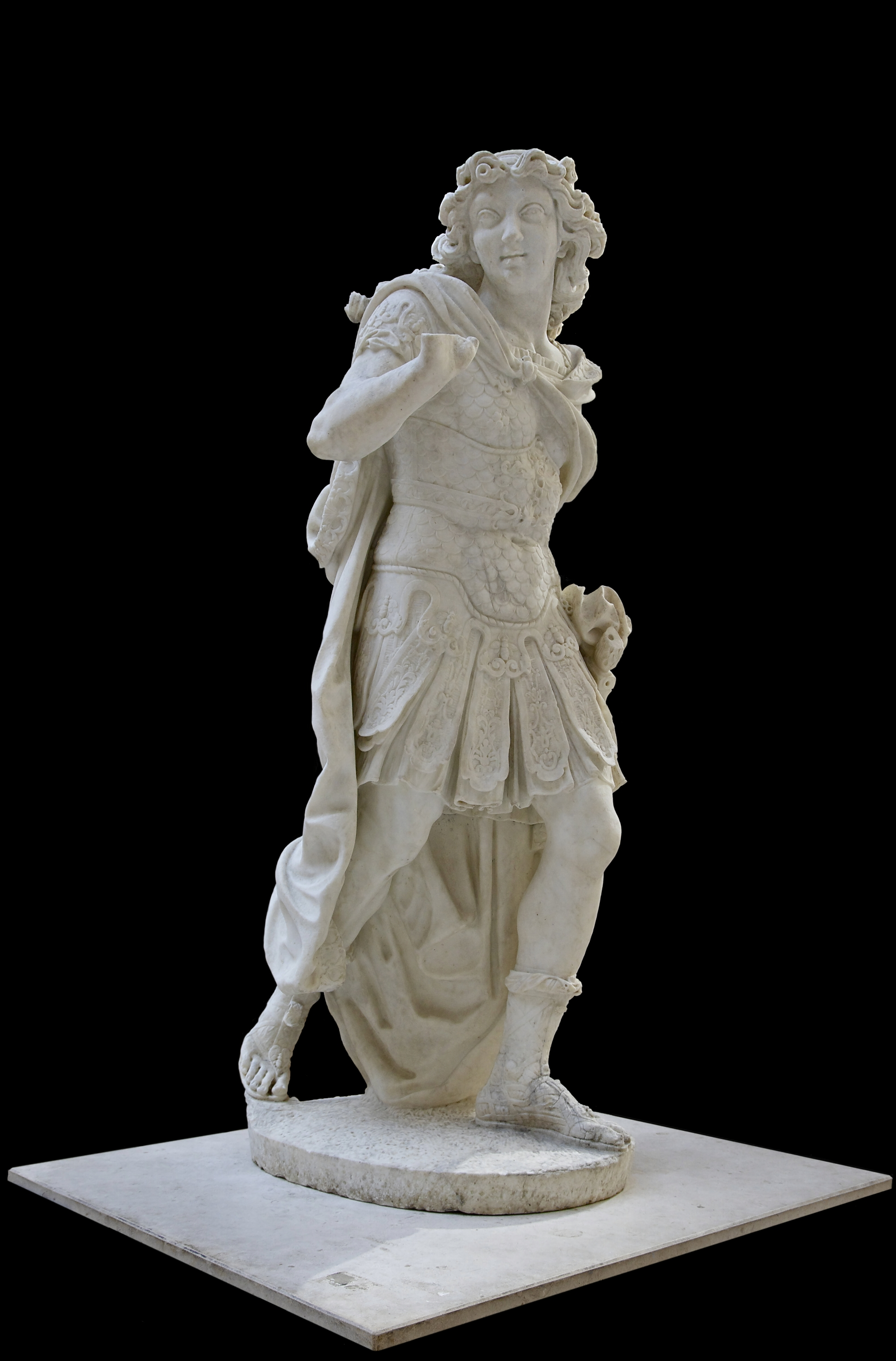
Claude Bertin, Aristée (fin du XVIIe siècle), Paris, musée du Louvre.
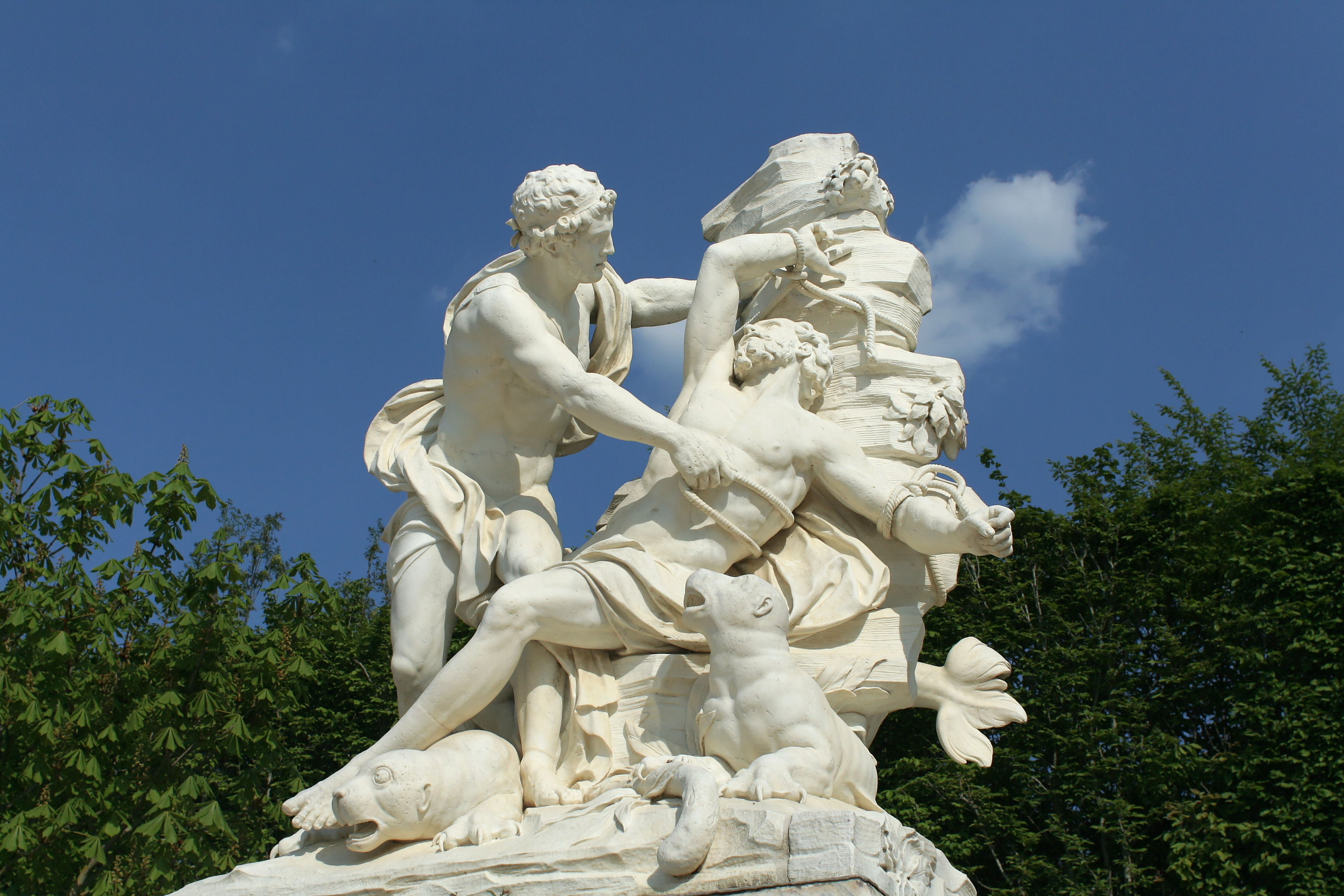
Sébastien Slodtz, Aristée entravant Protée (1714), château de Versailles.
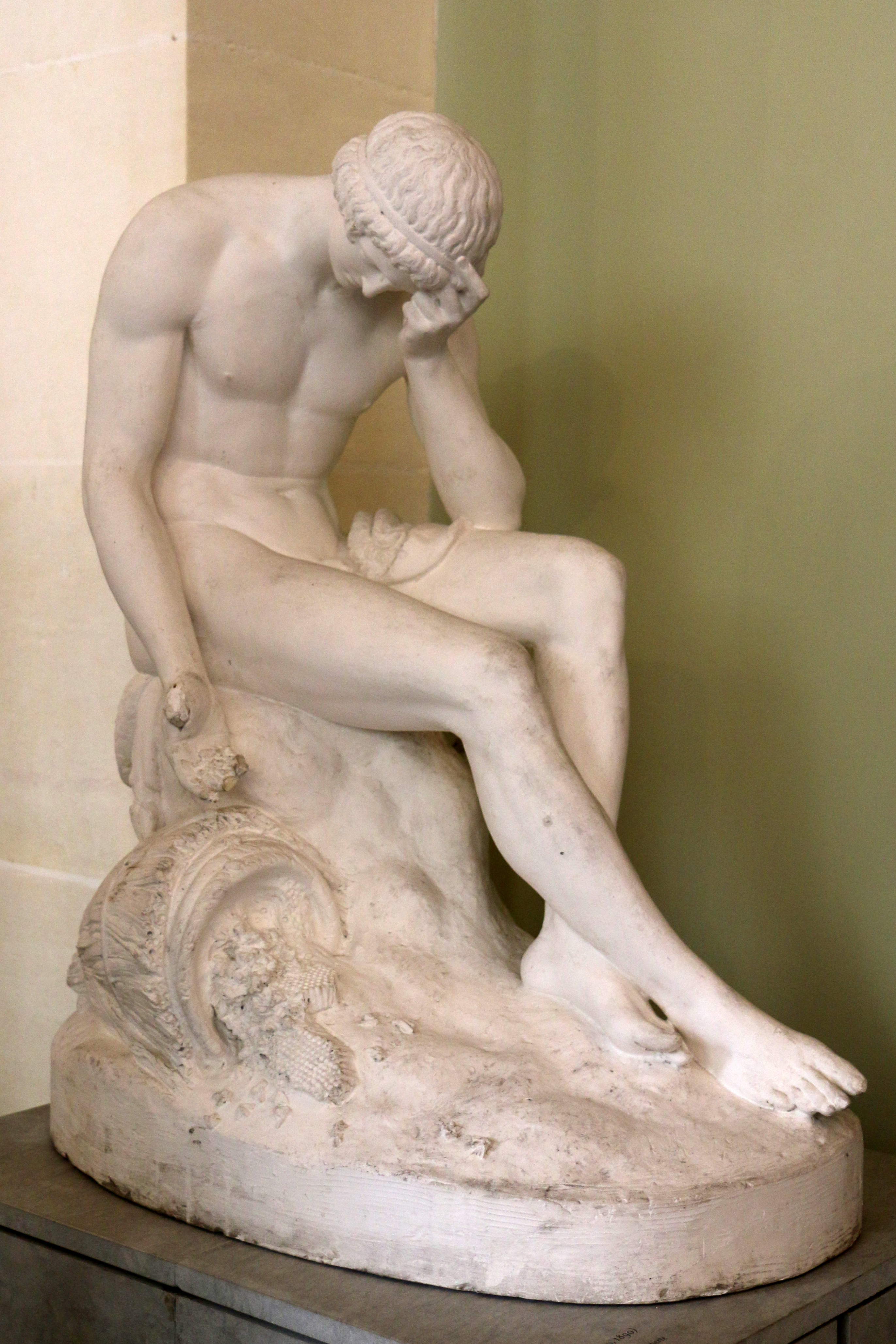
Jules Fesquet, Le Berger Aristée pleurant la perte de ses abeilles (1862), Aix-en-Provence, musée Granet.
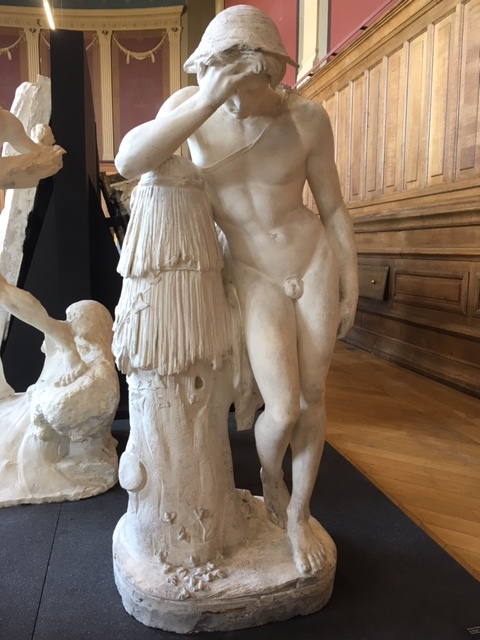
Ernest-Eugène Hiolle, Aristée déplorant la perte de ses abeilles (1862), Paris, École nationale supérieure des beaux-arts.
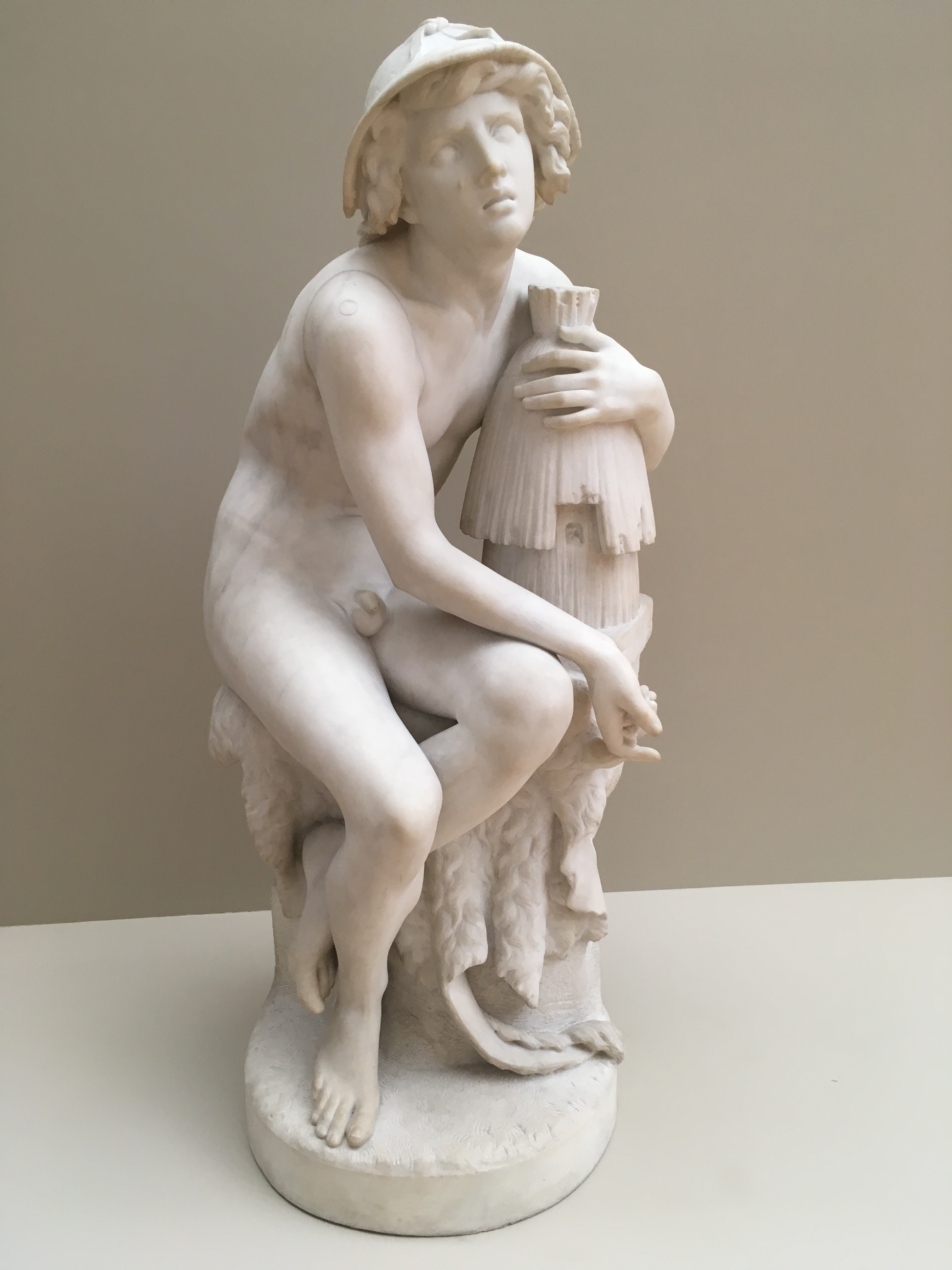
Joseph-Michel Caillé, Aristée pleurant la mort de ses abeilles (1866), musée d'Arts de Nantes.

### Peinture
- Le peintre américain Cy Twombly (1928–2011) a peint en 1973 une série de trois dessins[10] intitulés Aristaeus mourning the lost of his bees.